# De Greep
De Greep is een acht minuten durende stomme film uit 1909. Waarschijnlijk is het de eerste Nederlandse horrorfilm ooit. De Greep werd geproduceerd door Filmfabriek F.A. Nöggerath en is gebaseerd op het Franse toneelstuk La Griffe van Jean Sartène.

## Verhaal
Jean-Marie Hardouin (gespeeld door Louis Bouwmeester) is een oude man. Vroeger was hij berucht om de ijzeren greep die hij op zijn gezin uitoefende maar nu is hij verlamd. Hij slijt zijn dagen in een stoel in het huis van zijn zoon en schoondochter. Hij moet toezien hoe zijn overspelige schoondochter allerlei listen verzint om haar twee pleegkinderen en haar man om te brengen. Jean-Marie kan niet ingrijpen en doordat hij niet kan praten, kan hij zijn familie ook niet waarschuwen. Uiteindelijk verzamelt hij al zijn krachten en wurgt hij haar.